# My Shocking Story
My Shocking Story és una sèrie de televisió documental emesa originalment al canal Discovery Channel del Regne Unit. Als Estats Units, va ser emesa per The Learning Channel; a Austràlia, per Discovery Channel Australia i Seven Network; i a Itàlia, per Discovery Channel Italy. La sèrie documenta afeccions mèdiques inusuals o impactants.

## Episodis

### Sèrie u
- "Mig home, mig arbre"
- "Els nens més grassos del món"
- "El meu peu gros"
- "L'home sense rostre"
- "La mare més petita del món"
- "Els nens més petits del món"

### Sèrie Dos
- "Octoboy"
- "Human Spider Sisters", sobre les Spider Girls, bessones siameses de l'Índia
- "L'home arbre coneix l'home arbre"
- "Els gegants més alts del món"
- "Crisi dels albins"
- "Cap de Gegant"
- "Treeman: A la recerca de la cura"
- "Trasplantament de cara humana"
- "Nens llop de veritat"
- "L'home pop"
- "Humà elèctric"
- "Família de l'espectacle Freak"
- "Miracle del coma"
- "Cremat i sobreviscut"
- "De quin sexe sóc?"
- "L'home més pesat del món"
- "Reconstrueix la meva cara"
- "No puc parar de créixer"
- "Reconnexió del meu cervell"
- "Salva'm abans de néixer"
- "Sexe per dormir"